# Арктик-Виллидж
А́рктик-Ви́ллидж (англ. Arctic Village, гвичин: Vashrąįį K’ǫǫ) — статистически обособленная местность в зоне переписи населения Юкон-Коюкук, штат Аляска, США.

## История
Согласно данным археологических исследований первые люди поселились на территории Арктик-Виллидж около 4500 года до н. э. Около 500 года н. э. атабаскские племена, говорящие на языке гвичин, пришли на данные земли, строя здесь временные лагеря для сезонной охоты и ловли рыбы. Около 1900 года появилось постоянное поселение Арктик-Виллидж.

## География
Расположен в верховье Восточного Шандалара, притока реки Шандалар, примерно в 100 милях к северу от города Форт-Юкон. Площадь Арктик-Виллидж составляет 180,9 км², из которых 159,8 км² — суша и 21,0 км² (11,63 %) — открытые водные пространства.

## Население
По данным переписи 2000 года население города составляло 152 человека. Расовый состав: коренные американцы — 86,18 %; белые — 7,89 %; представители двух и более рас — 5,92 %. Доля лиц в возрасте младше 18 лет — 41,4 %; лиц старше 65 лет — 2,0 %. Средний возраст населения — 24 года. На каждые 100 женщин приходится 114,1 мужчин; на каждые 100 женщин в возрасте старше 18 лет — 128,2 мужчин.
Из 52 домашних хозяйств в 44,2 % — воспитывали детей в возрасте до 18 лет, 25,0 % представляли собой совместно проживающие супружеские пары, в 21,2 % семей женщины проживали без мужей, 40,4 % % не имели семьи. 32,7 % от общего числа семей на момент переписи жили самостоятельно, при этом 3,8 % составили одинокие пожилые люди в возрасте 65 лет и старше. В среднем домашнее хозяйство ведут 2,92 человек, а средний размер семьи — 3,58 человек.
Средний доход на совместное хозяйство — $20 250; средний доход на семью — $19 000. Средний доход мужчины — $21 875, женщины — $10 000. Средний доход на душу населения — $10 761. Около 30,8 % семей и 46,3 % населения живут за чертой бедности, включая 53,1 % лиц младше 18 лет и 0 % лиц старше 65 лет.